# Pleiku

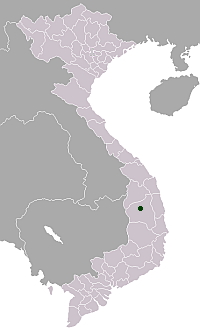
Pleikus läge i Vietnam.

Pleiku är en stad i Vietnam och är huvudstad i provinsen Gia Lai. Folkmängden uppgick till 208 634 invånare vid folkräkningen 2009, varav 162 051 invånare bodde i själva centralorten.